# عیدروس الزبیدی
عیدروس الزبیدی (انگلیسی: Aidarus al-Zoubaidi؛ زادهٔ ۱۹۶۷ (۵۷–۵۸ سال)) سیاست‌مدار اهل یمن است.